# Titolo indicizzato
Un titolo indicizzato è uno strumento finanziario costruito in modo tale da evitare che si assista ad una eccessiva perdita del potere d'acquisto degli stessi. Il titolo, al momento dell'emissione, viene legato ad un particolare indice che esprime le modalità del calcolo del rimborso e/o del rendimento. Le obbligazioni di questo tipo possono essere:
- Obbligazioni a tasso variabile, qualora siano collegate a precisi parametri economici, come il tasso di sconto;
- Obbligazioni a rimborso indicizzato, qualora il rimborso venga collegato a un predeterminato indicatore finanziario;
- Obbligazioni a indicizzazione mista, costruiti combinando le due tipologie appena descritte.

## Storia
I titoli indicizzati (o meglio, l'idea alla base di essi) nascono nella Repubblica di Weimar, ovvero nella Germania del primo dopoguerra. All'epoca il paese era in balia di una fortissima crisi economica, che causò una iperinflazione e di conseguenza la perdita di potere d'acquisto: in queste condizioni, nessuno avrebbe voluto investire in titoli il cui valore, dopo poco tempo, poteva essersi azzerato. E per questo motivo il governo di Weimar ideò uno strumento che adeguasse il valore dei titoli ad altri indici, in modo da mantenerne intatto il potere d'acquisto e favorire gli investimenti.
In Italia l'applicazione di questa idea fu a lungo osteggiata a causa dell'articolo 1277 del Codice Civile, che prescrive che "i debiti  pecuniari si estinguono con moneta avente corso legale nello Stato al tempo del pagamento e per il suo valore nominale". Tuttavia nel 1963 la Corte di cassazione intervenne sul tema, stabilendo che sull'interpretazione letterale deve prevalere l'interpretazione logica che mantenga l'equilibrio fra la prestazione eseguita e la corrispettiva contro prestazione. Tuttavia il legislatore non ha mai considerato di regolamentare con esattezza la questione dei titoli indicizzati, che vengono disciplinati come "titoli atipici" rispetto a quelli ordinari degli artt. 2410 e seguenti nel codice civile.